# رسم فكري

لافتة في إسبانيا تمنع دخول الكلاب. الكلب نفسه رسم صوري، لكن الدائرة الحمراء والخط الأحمر الظاهرين حول رأس الكلب هما صورًا معنوية بمعنى ممنوع.

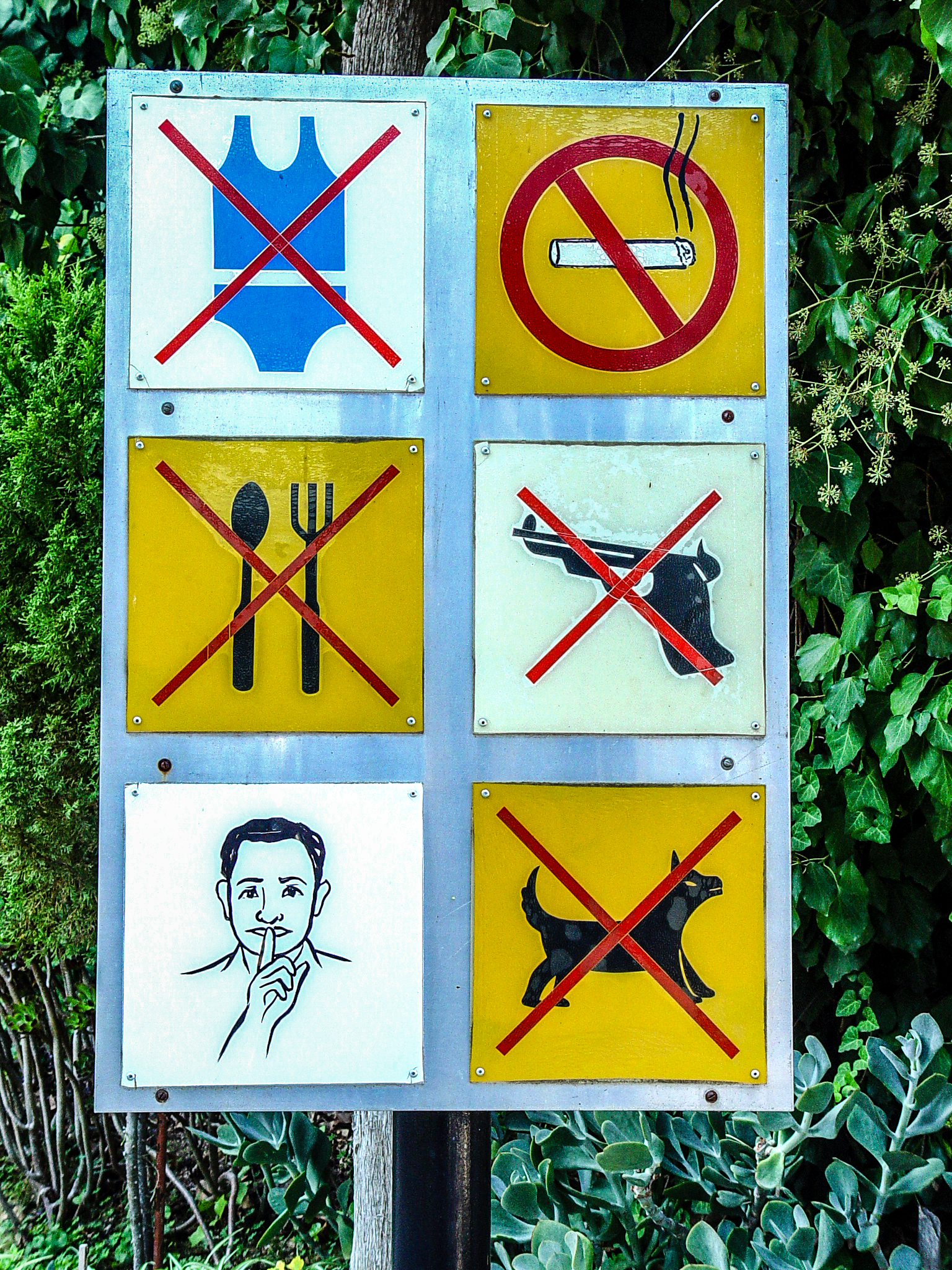
قائمة ارشاد تحوي ايدوغرام عند مدخل لكنيسة في القدس، تمثل: ممنوع التدخين، ممنوع الدخول بالملابس الداخلية، ممنوع استخدام الأسلحة، ممنوع الأكل، ممنوع احضار الكلاب، ممنوع التحدث أو الهمهمة.

الصورة المعنوية أو الرسم الفكري هو رمز أو رسم يمثل فكرة أو مفهوما، بشكل مستقل عن اللغة، أو قد يمثل كلمات أو عبارات محددة. وبعض الأيديوجرامات لا يمكن فهمها إلا بمعرفة التقاليد السابقة للرسم أو الشكل في ثقافة مستخدميه؛ والبعض الآخر ينتقل معناه من خلال التشابه التصويري مع جسم مادي، وبالتالي يمكن أيضا أن يشار إلى كـ«بكتوجرام» أو رسم صوري.

## الاسم في لغات متعددة
(بالإنجليزية: Ideogram)‏ (نقحرة: إيديوجرام) أو (بالإنجليزية: Ideograph)‏ (نقحرة: إيديوجراف) (من اليونانية ἰδέα : إيديا/فكرة و άφωράφω غرافو/كتابة)،

## اصطلاحياً
في الكتابة البدائية، استخدمت الصورة المعنوية للتعبير عن الموارد وما شابهها، فتُمثل الأشياء المادية من خلال صور منمقة أو تقليدية أو صور توضيحية. على سبيل المثال، لا يمكن أن تمثل رموز دونغبا المصورة بدون تعليق توضيحي من جيبا (وهي رموز توضيحية بعضها ربما مقتبسة من المقاطع الصينية) في لغة ناخي (لقومية ناخي جنوب الصين)، ولكنها تستخدم كدلائل في تلاوة الآداب الشفهية. وتستخدم بعض النظم الكتابية كذلك الإيدوجرام، كرموز تدل على مفاهيم مجردة.
وغالبا ما يستخدم مصطلح «إيدوجرام» لوصف رموز أنظمة الكتابة مثل الهيروغليفية المصرية والسومرية المسمارية والأحرف أو المقاطع الصينية. ومع ذلك، هذه الرموز هي لوجوجرام أو رسم لفظي، وهي تمثل كلمات أو مورفيمات لغة معينة بدلا من الأشياء المادية أو المفاهيم. وفي أنظمة الكتابة هذه، تم استخدام مجموعة متنوعة من الاستراتيجيات في تصميم الرموز المنطقية. رموز بيكتوجرافية تصور الكائن المشار إليها من قبل الكلمة، مثل رمز الثور الدال على الكلمة سامية "ʾālep" بمعنى «ثور». وبعض الكلمات التي تدل على المفاهيم المجردة يمكن أن تكون ممثلة بشكل إبداعي، ولكن يتم تمثيل معظم الكلمات الأخرى باستخدام مبدأ ريبوس وهو اقتراض رمز لكلمة قريبة في النطق أو لها علاقة بالنطق للكلمة المرادة. واستخدمت الأنظمة اللاحقة رموزاً مختارة لتمثيل أصوات اللغة، على سبيل المثال تطور لوجوجرام "ʾālep" بمعنى «ثور» ليصبح الحرف المعروف الذي يمثل الصوت الأول في الكلمة، الانفجاري الحنجري أو الهمزة.
ويمكن استخدام العديد من العلامات في الهيروغليفية وكذلك في الكتابة المسمارية إما بشكل لوجوجرافي أو صوتي. على سبيل المثال، يمكن أن تكون الإشارة الأكدية التي تنطق أن (𒀭) صورة معنوية لإله، إديوغرام للإله «أنو» على وجه التحديد أو لوغوغراف للإله «إل» الأكادي، ولوغوغراف للكلمة الأكادية šamu (شامو) بمعنى«السماء»، أو مقطع تصويري للمقطع أن أو إل.
وعلى الرغم من أن الحروف الصينية تصنف تحت اللوغوغرام، هناك فئتين تعتبران الأصغر في التصنيف التقليدي وتعتبران صور معنوية في الأصل:
- إن الأيديوغرافات البسيطة (事 字 字 zhìshìzì) هي رموز مجردة مثل 上 shàng «أعلى» و 下 xià «تحت» أو أرقام مثل 三 sān «ثلاثة».
- المركبات الدلالية (字 字 huìyìzì) هي تركيبات دلالية من المقاطع المرسومة، مثل 明 míng «مشرق»، تتألف من 日 rì «الشمس» و 月 yuè «القمر»، أو 休 xiū «راحة»، وتتألف من 人 رين «شخص» و 休 mù «شجرة». في ضوء الفهم الحديث للصوتيات الصينية القديمة، يعتقد الباحثون الآن أن معظم الرموز أو المقاطع المصنفة أصلا كمركبات دلالية لها طبيعة صوتية جزئية على الأقل.[3]

و مثال على الصورة المعنوية مجموعة من 50 علامة وضعت في سبعينات القرن الماضي من قبل المعهد الأمريكي للفنون التصويرية بناءاً على طلب من وزارة النقل الأمريكية. وقد استخدم هذا النظام في البداية لوضع العلامات في أماكن المطارات وتدريجيا انتشر انتشاراً واسعاً.

## نحو لغة عالمية
بوحي من الأوصاف المبكرة غير الدقيقة للمقاطع المرسومة الصينية واليابانية بشكل صورة معنوية، سعى العديد من المفكرين الغربيين لتصميم لغات مكتوبة عالمية، حيث الرموز فيها تدل على المفاهيم بدلا من الكلمات. اقتراح مبكر في هذا الصدد كان مقالاُ نحو حروف حقيقية، ولغة فلسفية (1668) من قبل جون ويلكنز. ومن الأمثلة الحديثة على ذلك نظام بليس سيمبولز (Blissymbols)، الذي اقترحه تشارلز ك. بليس في عام 1949 ويشمل حاليا أكثر من 2000 رمز.

## اقرأ أيضاً
- إيموجي
- أيقونة (حوسبة)
- شعار
- لافتة مرورية
- رسم صوري
- رسم لفظي
- مقطع صيني

## هوامش
1. ↑  مجدي وهبة؛ كامل المهندس (1984)، معجم المصطلحات العربية في اللغة والأدب (ط. 2)، بيروت: مكتبة لبنان ناشرون، ص. 228، OCLC:14998502، QID:Q114811596
2. ↑  Ramsey، S. Robert (1987). The Languages of China. Princeton University Press. ص. 266. ISBN:978-0-691-01468-5.
3. ↑  Boltz، William (1994). The origin and early development of the Chinese writing system. American Oriental Society. ص. 67–72, 149. ISBN:978-0-940490-78-9.
4. ↑  Symbols and signs, AIGA. نسخة محفوظة 03 يونيو 2018 على موقع واي باك مشين.
5. ↑  Unger (2003), pp. 13–16.